# Археораптор

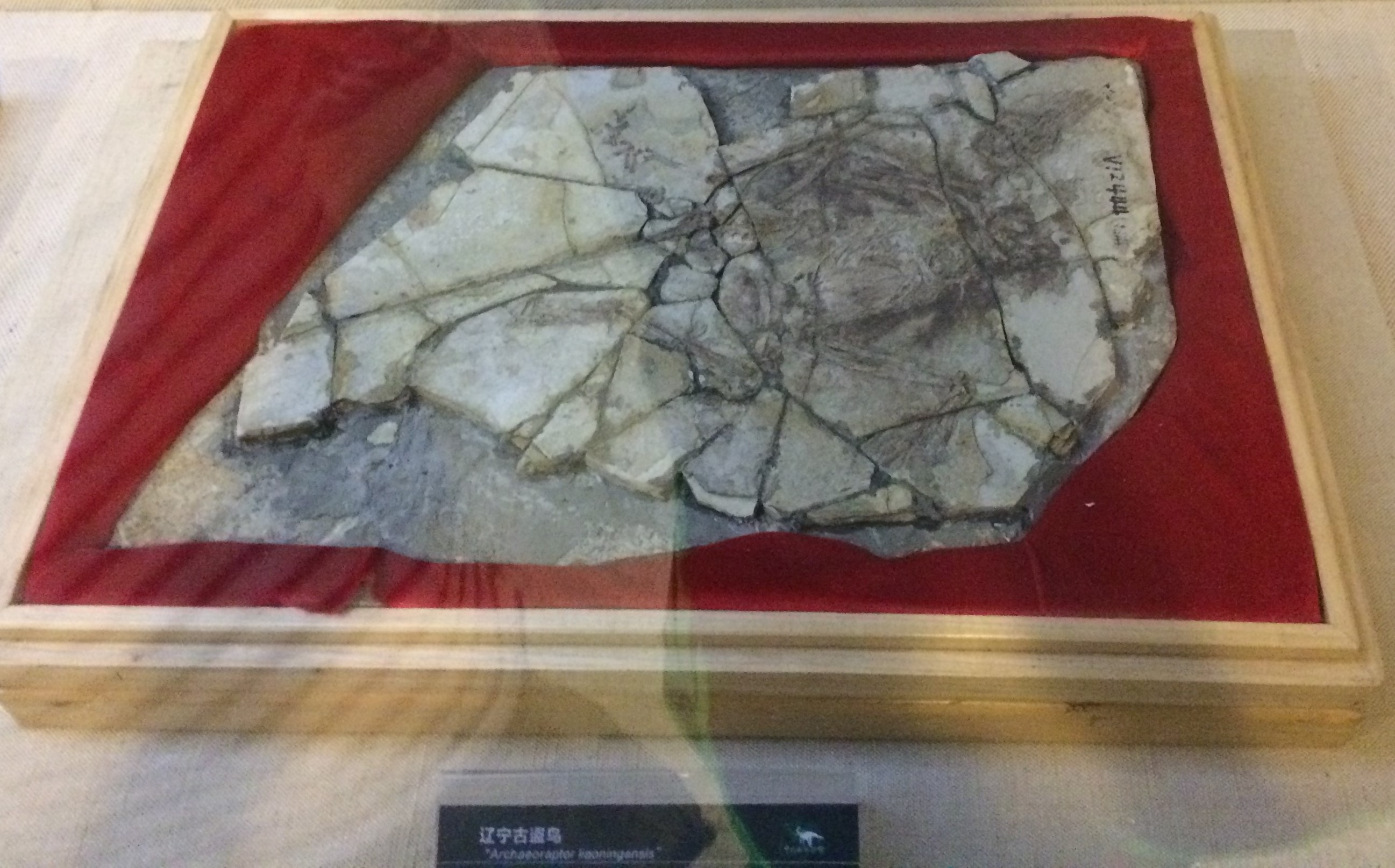
Окаменелые остатки «археораптора»

Археораптор (Archaeoraptor) — родовое название, неофициально данное в 1999 году в статье журнала National Geographic ископаемому организму, найденному в Китае. В статье утверждалось, что эти окаменелости представляют собой «недостающее звено» между птицами и наземными динозаврами из группы тероподов. Серьёзные сомнения в подлинности находки, которые подтвердились в дальнейших исследованиях, появились ещё до публикации. «Окаменелость» оказалась подделкой, собранной из частей нескольких окаменелостей других ископаемых видов. Чжоу и др. обнаружили, что голова и верхняя часть тела принадлежат экземпляру ископаемой птицы Yanornis. Проведённые в 2002 году исследования показали, что хвост принадлежит маленькому крылатому динозавру микрораптору из семейства дромеозавридов, который был описан за два года до этого. Нижние же конечности принадлежат до сих пор неизвестным животным.
Скандал с «археораптором» не обошёлся без последствий. Он обратил внимание на проведение незаконных операций с окаменелостями в Китае, а также необходимость тщательных научных проверок публикаций о «недостающих звеньях» эволюции в нереферируемых журналах. Кроме того, креационисты получили очередной повод для заявлений, подвергающих сомнению современную эволюционную теорию. Несмотря на то, что «археораптор» оказался подделкой, найдено множество окаменелостей крылатых динозавров, показывающих наличие эволюционной связи между птицами и другими тероподами.

## Скандал
«Археораптор» был представлен на пресс-конференции, проведённой журналом National Geographic в октябре 1999 года. На той же пресс-конференции было объявлено о планах возврата окаменелости китайским властям, поскольку она была вывезена из страны незаконно. В ноябре 1999 года журнал National Geographic представил окаменелость в написанной художественным редактором Кристофером Слоаном статье о крылатых динозаврах и происхождении птиц. В ней утверждалось, что окаменелость — это «недостающее звено между земными динозаврами и птицами, которые могли фактически летать», упомянув её как Archaeoraptor liaoningensis, и объявив, что позже это станет официальным названием. В переводе Archaeoraptor liaoningensis звучит как «древний грабитель Ляонина». Вслед за публикацией немедленно последовала критика от С. Л. Олсона, хранителя птиц в Национальном музее естествознания в Вашингтоне. В информационном бюллетене своего музея он осудил публикацию научного названия в популярном журнале, назвав это «кошмаром».
3 февраля 2000 года National Geographic опубликовал пресс-релиз, в котором говорилось, что окаменелость могла быть собрана из частей реальных окаменелостей различных видов. В том же месяце редактор National Geographic Билл Аллен заявил журналу Nature, что был «в бешенстве», когда узнал о возможной фальсификации окаменелости. В мартовском номере журнала в письме доктора Сюй Сина говорилось, что хвостовой отдел скорее всего не соответствует верхней части тела «археораптора». В октябре 2000 года National Geographic опубликовал результаты собственного расследования в статье, написанной журналистом Льюисом М. Симмонсом. В ней признавалось, что окаменелость является подделкой, и что, по сути, каждый участник проекта в чём-то ошибался.